# ルリハコベ
ルリハコベ（瑠璃繁縷、学名：Anagallis foemina）はサクラソウ科ルリハコベ属の一年生草本（APG植物分類体系ではヤブコウジ科に分類される）。朱赤の花をつける同属のアカバナルリハコベ（Anagallis arvensis L.）の亜種A. a. foeminaとされることもある。園芸植物としても普及しており属名カナ読みのアナガリスの名で流通している。

## 特徴
暖地の海岸沿いを好む。ユーラシア大陸原産で、日本では紀伊半島、四国、九州、伊豆七島、琉球諸島などに分布。全世界に帰化しており、帰化植物の可能性がある。
茎は分岐・斜上し、対生・卵型・無毛の葉を生やす。ハコベに類似した葉で、ハコベの名が付いているが、ハコベの属するナデシコ科とは近縁ではない。3-5月に一つ瑠璃色の花を咲かす。花柄は2-3cm。